# San Saba (Teksas)
San Saba – miasto w Stanach Zjednoczonych, w stanie Teksas, siedziba administracyjna hrabstwa San Saba. Nosi miano „światowej stolicy orzechów pekan”.